# Bienne-lez-Happart
Bienne-lez-Happart  (en wallon Biène) est une section de la commune belge de Lobbes située en Région wallonne dans la province de Hainaut. C'était une commune à part entière avant la fusion des communes de 1977.

## Étymologie
La première partie du nom de Bienne-lez-Happart trouve son origine dans le mot Brebonna signifiant rivière des castors. La seconde partie Happart serait le nom d’un seigneur du lieu.

## Géographie
Le village sur trouve à l'est de Lobbes et au sud-ouest de Binche et au sud-est de Anderlues. Il est composé de champs d'agriculture, de prairies et de petits espaces boisés. Le versant sud-ouest du plateau d'Anderlues. Plusieurs ruisseaux drainent les eaux des nombreuses sources qui jaillissent du sol malgré la double proximité du point d'altitude et la ligne du partage des eaux Escaut-Meuse. Son altitude varie de 155 m à 175 m. Développement résidentiel récent. Caractère rural prononcé.
Ce hameau, situé à mi-pente du plateau d'Anderlues, était à l'origine un écart de Lobbes. Les sources, ruisseaux et étangs présents dans la région avaient favorisé l'installation des castors.
Sa superficie et de 395 ha.
La localité se trouve dans la région naturelle de la Thudinie.

### Route
N562 Rouveroy- Lobbes.

## Évolution démographique
- Sources : INS, Rem. : 1831 jusqu'en 1970 = recensements, 1976 = nombre d'habitants au 31 décembre.

## Histoire
En 868, cette terre faisait déjà partie des possessions de l'abbaye de Lobbes. Sous l'Ancien Régime, Bienne-lez-Happart appartenait au comté de Hainaut, prévôté de Binche. Le comte de Hainaut n'y exerçait, en dehors de la puissance féodale, que les droits essentiels de souveraineté. En termes de dépendance vassalique, la seigneurie de Bienne était un fief relevant du comte de Hainaut, mais elle couvrait une superficie moindre que celle de la commune actuelle de Bienne-lez-Happart. Les droits seigneuriaux incluaient la haute, moyenne et basse justice, ainsi que le droit de mainmorte et de meilleur catel, entre autres. Au XIIe siècle, Bienne faisait partie des biens de l'abbaye de Lobbes.

## Héraldique
|  | Le blason est issu des armoiries de la famille Le Boucq, seigneurs de Brienne au XVIe siècle. Ce blason a également été utilisé sur le sceau communal de 1583-1793. Blasonnement : Échiqueté d'argent et d'azur à l'écusson de gueules sur le tout. - Arrêté royal : 29 juin 1972 Source du blasonnement : Blason de Bienne-lez-Happart sur le site Heraldry-wiki.com |

## Liste des bourgmestres de 1804 à 1977
- V. Baise, de 1804 à 1807.
- V. J. Baise, de 1808 à 1818.
- Maximilien Baise, père, de 1819 à 1836.
- Maximilien-Joseph Baise, fils, de 1837 à 1848.
- N. Degrez, de 1849 à 1852.
- Pierre Joseph Baise, de 1853 à 1885.
- Emile Cortembos, de 1885 à 1890.
- Adrien Dartevelle, de 1890 à 1894.
- Emile Cortembos, (de 1894 jusqu'au 12 juillet 1921).
- Omer Meurant, de 1921 à 1946.
- Arthur Remant, de 1947 à 1964.
- Philippe Losseau, de 1965 à 1970.
- Luc Bury[6], de 1971 à 1977[7] .

## Patrimoine et culture

### Patrimoine architectural
- L'église Saint-Rémy. L'église, datant de 1311, a été reconstruite en style ogival en 1613, puis restaurée pour la dernière fois en 1934 après l'incendie du 15 mars 1931. Le clocher a été démonté en 2014 en raison de sa vétusté[8].
- Ferme du château. Situé rue Grinchamps, ce sont les vestiges du château seigneurial de Bienne-lez-Happart, anciennement propriété des familles Happart, Barbançon, Senzeilles et Suzanne. On peut encore y voir les douves qui entouraient autrefois le château[9].
- Le calvaire. À la sortie du village, il y a un calvaire ornant un Christ en bois polychrome. Ce calvaire a été érigé en 1856[10].
- Le kiosque à musique. Se situe sur la place de Bienne près de l'ancienne maison communale.
- L'ancienne maison communale. Se situe sur la place de Bienne. Elle a été utilisée comme école pendant quelques années et est dorénavant utilisée comme salle des fêtes.

### Culture

#### Folklore
Carnaval : le 2e dimanche de mai.